# Themo Melikidze
Themo Melikidze (gebürtig: Temur Melikidze; * 21. Februar 1992 in Tiflis, Georgien) ist ein in den Vereinigten Staaten lebender, gebürtiger georgischer Filmschauspieler.

## Leben
Themo Melikidze wurde 1992 als ältestes von drei Kindern eines Ziviltechnikers und einer Krankenschwester in der georgischen Hauptstadt Tiflis geboren. Aufgrund von wirtschaftlichen Rahmenbedingungen verließ die Familie im Jahr 2000 Georgien.
Ab seinem achten Lebensjahr wuchs Themo Melikidze mit seiner Schwester und seinem Bruder in Brügge in Belgien heran. Als Kind wie auch als Jugendlicher betrieb er viel Sport, spielte Fußball und praktizierte Taekwondo. Im Alter von ca. 13 Jahren erhielt er den Schwarzen Gürtel. In weiterer Folge nahm er an vielen nationalen wie internationalen Taekwondo-Wettkämpfen teil, darunter den Flanders Cup oder BeNeLux Open.
Als Jugendlicher besuchte Melikidze eine auf Sport ausgerichtete Schule in Brügge. Hier kam er auch mit der Schauspielerei in Berührung, da er im Schultheater mitwirkte. Entsprechend bewarb er sich nach Beendigung der Schullaufbahn an der renommierten New York Film Academy, an der er bis 2013 eine professionelle Schauspielausbildung absolvierte. 2014 stand er im Kurzfilm Faceless erstmals vor der Kamera. 2016 gelang ihm im Spielfilm Boston in der Rolle des Bombenattentäters Tamerlan Zarnajew der Durchbruch als Schauspieler in Hollywood.
2017 war er in der Fernsehserie 24: Legacy in einer größeren Rolle zu sehen.

## Filmografie (Auswahl)
- 2015: Wie schön du bist (Beautiful Something)
- 2016: Boston (Patriots Day)
- 2017: 24: Legacy (Fernsehserie, 4 Folgen)
- 2018: And the Dream That Mattered
- 2020: The Rookie (Staffel 2, Folge 20 als Serj Derian)